# 상모

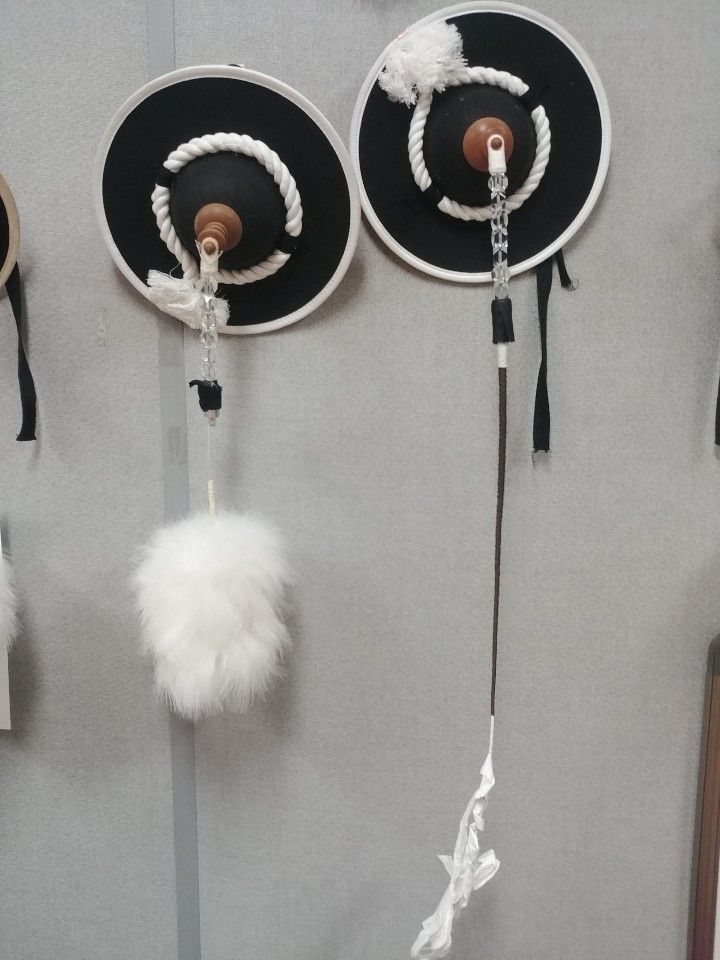
(오)부포상모 ,(왼)채상모

상모(象毛)는 풍물놀이에서 잽이들이 머리에 쓰는 것으로 전립이라고 불리기도 한다. 옛날 군사들이 썼던 전립에서 유래된 것으로 꼭지에 진자와 채를 달아 돌리면서 놀음을 한다.

## 유래

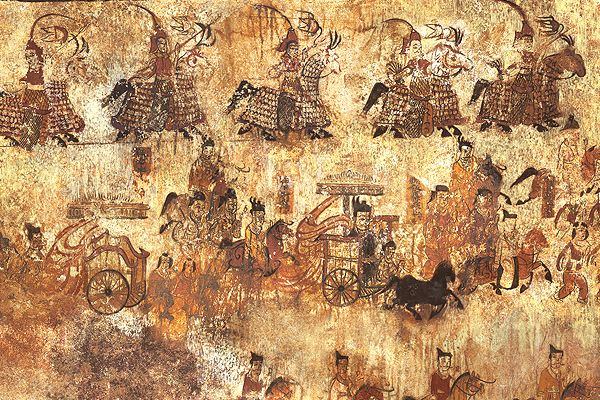
덕흥리 고분(AD 408)

상모의 기원은 고구려의 고분벽화 중 안악 3호분(AD 357), 안악 2호부(5세기말~6세기초), 덕흥리 고분(AD 408), 김신총(4세기초~4세기중엽) 등에서 군인들의 머리에 새의 깃털을 장식하고 있는 것에서 찾아볼 수 있다.
상모의 모양은 직급과 같은 전쟁 중의 지휘수단에서 유래했다는 설이 있다. 전쟁 중에 군사 지휘의 수단에서 비롯된 상모는, 상모(象毛)의 깃털을 왼쪽으로 끄덕거리면 ‘―’의 대형으로 줄을 서고,오른쪽으로 끄덕거리면 ‘□’의 대형으로 에워싸며,앞쪽으로 끄덕거리면 ‘육화(六花)’의 대형으로 늘어선다. 그리고 뒤쪽으로 끄덕거리면 ‘曲’자 대형으로 진을 치며, 사방으로 끄덕거리면 ‘○’의 대형을 이루는 등 대장의 상모 움직임에 따라 각 진 (陣)의 형태가 달라진다. (권희덕,1995:15~16).이러한 움직임은 상모의 기 능으로 자연스럽게 흡수되었고, 진법훈련을 통한 반복과 숙련 정도에 따 라 다양하게 표출되었을 것으로 보인다.

## 구조

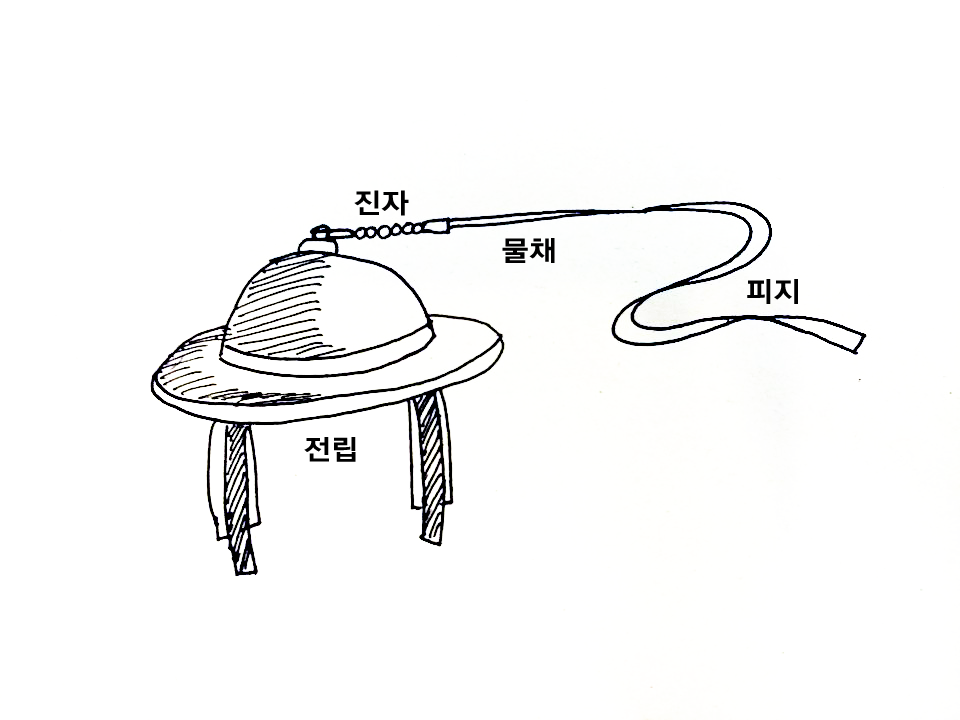
채상모의 구조

전립(모자) 부분은 전통적으로는 소털에 아교를 먹여 모약을 만들었으나, 근래에는 플라스틱으로 만드는 것이 일반적이다. 진자라고 하는 꼭지에 연결하여 돌아가는 부분에 적자라고 하는 구슬과 납을 달아 무게를 유지하여 관성의 법칙을 이용하여 돌아가게 된다. 끝에 부포를 달면 부포상모, 채를 달면 채상모라고 한다.
부포는 일반적으로 거위털을 이용하여 하얀 꽃처럼 만드는데, 근래에는 칠면조 털을 이용하기도 한다. 부포 상모는 다시 모양에 따라 뻣상모와 개꼬리상모로 구분한다.
뻣상모는 진자를 단단히 묶어 뻣뻣하게 서도록 만든 것으로, 부포의 지름이 약 30~40cm 정도로 상당히 크다. 커다란 부포가 오므라졌다 펴졌다 하는 모습이 매우 화려하다.
개꼬리상모는 진자를 느슨하게 묵어 처지도록 만든 것으로, 부포의 지름이 15cm 내외로 작다. 기본적인 상모 돌리기의 기술과 더불어 전조시-진자가 전립의 모서리를 쪼듯이 돌리는 기술, 퍼넘기기 - 부포를 앞에서 뒤로 넘기는 기술은 물론 상모를 세워 진자를 고정시키고 부포만 돌리는 기술 등의 어려운 기술을 구사할 수 있다.
채상은 일반적으로 장구, 북, 소고 잡이들이 쓰는 것으로 진자 끝에 물채라고 하는 실로 꼬아 만든 줄에 얇고 기다란 종이 또는 천을 달아 돌려 모양을 만든다. 치배 머리 뒤쪽에서 커다란 모양이 만들어져 화려한 것이 특징이다.

## 사의 형태
외사 : 외사는 진자를 한 방향으로 계속 돌리는 동작이다. 보통 시계 반대방향으로 돌리며, 자진모리 장단에서는 오금질 한 번에 한 바퀴를 돌린다. 휘모리 장단에서는 한 박에 한 바퀴씩 빠르게 진자를 돌리거나 박이 빠를 경우 두 박에 한 바퀴씩 돌린다.
사사(양사) : 사사(양사)는 자진모리 장단 한 박에 물채를 한 바퀴씩, 한쪽 방향에서 연속 두 바퀴(한 바퀴 반)를 돌린 뒤 반대 방향에서도 연속 두 바퀴(한 바퀴 반)을 돌리는 동작이다.